# Cordia rupicola
Die Cordia rupicola ist eine Strauchart aus der Gattung der Kordien (Cordia) in der Familie der Raublattgewächse (Boraginaceae). Die Art ist auf Puerto Rico sowie Anegada, der nördlichsten der Britischen Jungferninseln, heimisch.
Ein englischer Name für die Art ist „Puerto Rico manjack“.

## Beschreibung
Cordia rupicola wächst als ein relativ kleiner verholzender Strauch; er erreicht Wuchshöhen von etwa 1,5 bis 5 Metern. Seine Laubblätter sind oval-elliptisch und 2 bis 9 Zentimeter lang. Oberseits sind die Blätter rau; die Blattunterseite ist behaart. Der Blattstiel ist etwa 2 bis 10 Millimeter lang.
Die Blüten sind klein und weiß. Die rote Frucht ist etwa 4 mal 4 Millimeter groß und enthält einen einzelnen Samen.

## Verbreitung und Standort
Cordia rupicola ist eine seltene, vom Aussterben bedrohte Pflanze. Man nahm an, dass sie auf Puerto Rico endemisch ist, bis 1987 Vorkommen auf Anegada beschrieben wurden.
Erstmals wurde die Pflanze 1886 auf Puerto Rico in Los Indios, gelegen zwischen Guayanilla und dem Distrikt Barinas in Yauco, entdeckt. Ein Jahr darauf wurde sie in Guánica gefunden. Auf der Puerto Rico vorgelagerten Insel Vieques wurden einzelne Exemplare gefunden. 1995 wurden 15 Exemplare bei El Peñón in Peñuelas auf Puerto Rico gefunden. Dieser Standort ist ein subtropischer Trockenwald auf Kalkstein; zu den dort wachsenden Baumarten zählen Bourreria succulenta var. succulenta, Bucida buceras und Bursera simaruba. Die durchschnittliche Regenmenge beträgt dort unter 66 Zentimeter.
Zwei bestätigte Vorkommen auf Anegada liegen im Westteil der Insel und bedecken eine Fläche von weniger als 5 km². Cordia rupicola wächst dort auf Kalkstein und auf Sanddünen, scheint jedoch Kalkstein etwas zu bevorzugen.

## Systematik
Die Erstbeschreibung von Ignaz Urban wurde 1899 veröffentlicht. Ein Synonym ist Varronia rupicola (Urban) Britt.